# Saint-Herblain
Saint-Herblain – miejscowość i gmina we Francji, w regionie Kraj Loary, w departamencie Loara Atlantycka.
Według danych na rok 2010 gminę zamieszkiwały 43 153 osoby, a gęstość zaludnienia wynosiła 1437 osób/km².
W mieście znajdują się:
- Stacja kolejowa Gare de La Basse-Indre-Saint-Herblain.
- Fabryka wiecznych piór Waterman. Drugi producent na świecie. Istnieje od 1967, produkuje około 5 milionów piór rocznie. 70% produkcji jest przeznaczone na eksport do 110 krajów.